# Поколение сатори

Сатори на японском языке

Поколение сатори (яп. さとり世代 Сатори сэдай, «Поколение сатори») — термин для описания поколения молодых японцев, которые как будто достигли сатори, состояния, свободного от материальных желаний, но которые на самом деле отказались от амбиций, поиска работы и надежд на построение карьеры из-за макроэкономических тенденций в Японии. Термин был придуман в 2010-х годах. Поколение сатори не заинтересовано в зарабатывании денег, карьерном росте и заметном потреблении, причём как материальном, так и духовном, будь то путешествия, хобби или романтические отношения; их потребление алкоголя намного ниже, чем у японцев предыдущих поколений. Они ведут образ жизни NEET, паразитов-одиночек, фритеров или хикикомори. Поколение сатори в Японии примерно эквивалентно поколению сампхо в Южной Корее, и несколько похоже на клубничное поколение в Китайской Республике.